# Tym (Ochotskisches Meer)
Der Tym (russisch Тымь) ist mit 330 km der zweitlängste Fluss auf der Insel Sachalin im Fernen Osten Russlands. Der Flussname leitet sich aus der niwchischen Sprache ab und bedeutet „Laich-Fluss“. Entdeckt wurde er von Nikolai Boschnjak.

## Flusslauf
Der Tym entspringt an der Südflanke des 1609 m hohen Lopatin, der höchsten Erhebung Sachalins, im Östlichen Sachalingebirge auf einer Höhe von etwa 800 m. Er fließt anfangs 25 km in südlicher Richtung durch das Bergland. Owen und Gromowa münden linksseitig in den Tym. Dieser wendet sich anschließend 25 km nach Westen und schließlich nach Norden. Der Tym durchfließt die Tym-Poronai-Niederung in nördlicher Richtung. Dabei weist der Fluss ein stark mäandrierendes Verhalten mit unzähligen Flussschlingen und Altarmen auf. Er passiert die Kleinstadt Tymowskoje und mehrere Ortschaften. Auf den letzten 120 km wendet sich der Tym allmählich in Richtung Nordnordost und mündet schließlich in die Nyjski-Bucht, eine lagunenartige Bucht an der Ostküste von Sachalin, die sich zum Ochotskischen Meer hin öffnet. Etwa 15 km oberhalb der Mündung liegt die Kleinstadt Nogliki rechts vom Flusslauf. Auf dem Tym wird Flößerei betrieben. Der Unterlauf ist für kleine Boote schiffbar.
Der Tym durchfließt die Rajons Tymowski und Noglikski. Nennenswerte Nebenflüsse sind Krasnaja, Malaja Tym, Alexandrowka, Wosji, Nysch und Tschatschma von links sowie Belaja, Uskowo, Pilenga, Parkata und Imtschin von rechts.

## Hydrologie
Das Einzugsgebiet des Tym umfasst 7850 km². Der mittlere Abfluss 80 km oberhalb der Mündung beträgt 89 m³/s. Der Fluss ist gewöhnlich von Ende November bis Ende April eisbedeckt. Der Tym wird in größerem Maße von der Schneeschmelze gespeist. Bei Starkregenereignissen, wie sie typischerweise bei Taifunen auftreten, kann es zu Überschwemmungen entlang dem Flusslauf kommen.

## Fischfauna
Der Tym ist ein Laichgewässer für verschiedene Lachsfische.